# 缉魂
《缉魂》（英語：The Soul）是台湾和中国大陆合拍的新黑色科幻犯罪懸疑片，改编自江波的作品《移魂有术》，导演是程伟豪，主演是张震、张钧甯、孙安可、李铭顺。

## 演出
- 张震（ 臺灣）出演 梁文超
- 张钧甯 （ 臺灣）出演 阿爆
- 孙安可（ 中国大陆） 出演 李燕
- 李铭顺（ 马来西亚） 出演 万宇凡
- 张柏嘉（ 中国大陆）  出演 唐素贞
- 林晖闵（ 臺灣） 出演 王天佑
- 古斌（ 香港）   出演 王世聰
- 呂雪鳳 （ 臺灣）出演 張媽
- 張哲豪（ 臺灣） 出演 阿良
- 洪毓璟（ 臺灣） 出演 開場警察
- 王道南（ 臺灣） 出演 老劉
- 范姜泰基（ 臺灣） 出演 律師
- 林鶴軒（ 臺灣） 出演 賴承光

## 制作
為使張震符合電影中男主角癌末的形象，导演程伟豪要求张震減重並剃光頭，张震也成功在三个月内减肥瘦了12公斤。
飾演王天佑的林晖闵，也因戲中要求瘦身7公斤，並學習八家將和上肢體表演課，且身上的刺青平均需花5-6小時繪製。

## 剪輯
中国大陆版本因电影审核制度而删除了6分钟内容。

## 音乐
| 曲序 | 曲目           |        | 作曲   | 演唱   |
| ---- | -------------- | ------ | ------ | ------ |
| 1.   | 不苦（主题曲） | 程伟豪 | 许哲珮 | 吴青峰 |
| 2.   | 野心（推广曲） | 薛之谦 | 薛之谦 | 薛之谦 |

## 上映
2021年1月15日，《缉魂》在中国大陆上映，票房收入1.11亿人民币。豆瓣评分6.9分。
2021年1月29日，《緝魂》在台灣上映，最終票房5090萬新台幣。
網絡平台方面，中國大陸公映版在騰訊視頻，愛奇藝等中國大陸影音平台上架。而台灣公映版則在2021年4月14日於串流平台Netflix全球獨家上線。

## 獲獎與提名
| 類別                  | 頒獎日期       | 獎項         | 入圍者／作品           | 結果 | 參考   |
| --------------------- | -------------- | ------------ | ---------------------- | ---- | ------ |
| 臺北電影獎            | 2021年10月9日  | 最佳劇情長片 | 《緝魂》               | 提名 | [ 12 ] |
| 臺北電影獎            | 2021年10月9日  | 最佳男主角   | 張震                   | 提名 | [ 12 ] |
| 臺北電影獎            | 2021年10月9日  | 最佳女配角   | 孫安可                 | 提名 | [ 12 ] |
| 臺北電影獎            | 2021年10月9日  | 最佳美術設計 | 黃美清、梁碩麟、廖惠麗 | 提名 | [ 12 ] |
| 臺北電影獎            | 2021年10月9日  | 最佳造型設計 | 葉竹真                 | 提名 | [ 12 ] |
| 臺北電影獎            | 2021年10月9日  | 最佳視覺效果 | 郭憲聰、劉惟熠、程偉豪 | 提名 | [ 12 ] |
| 第58屆金馬獎          | 2021年11月27日 | 最佳劇情片   | 《緝魂》               | 提名 |        |
| 第58屆金馬獎          | 2021年11月27日 | 最佳導演     | 程偉豪                 | 提名 |        |
| 第58屆金馬獎          | 2021年11月27日 | 最佳男主角   | 張震                   | 獲獎 |        |
| 第58屆金馬獎          | 2021年11月27日 | 最佳改編劇本 | 程偉豪、金百倫、陳彥齊 | 提名 |        |
| 第58屆金馬獎          | 2021年11月27日 | 最佳攝影     | Kartik Vijay           | 提名 |        |
| 第58屆金馬獎          | 2021年11月27日 | 最佳視覺效果 | 郭憲聰、劉惟熠、程偉豪 | 提名 |        |
| 第58屆金馬獎          | 2021年11月27日 | 最佳美術設計 | 黃美清、梁碩麟、廖惠麗 | 獲獎 |        |
| 第58屆金馬獎          | 2021年11月27日 | 最佳造型設計 | 葉竹真、蕭百宸、劉顯嘉 | 提名 |        |
| 第58屆金馬獎          | 2021年11月27日 | 最佳動作設計 | 洪昰顥                 | 提名 |        |
| 第58屆金馬獎          | 2021年11月27日 | 最佳剪輯     | 解孟儒                 | 獲獎 |        |
| 第58屆金馬獎          | 2021年11月27日 | 最佳音效     | 簡豐書、李育智、陳家俐 | 提名 |        |
| 第3屆台灣影評人協會獎 | 2022年5月15日  | 最佳影片     | 緝魂                   | 提名 |        |
| 第3屆台灣影評人協會獎 | 2022年5月15日  | 最佳導演     | 程偉豪                 | 提名 |        |
| 第3屆台灣影評人協會獎 | 2022年5月15日  | 最佳劇本     | 程偉豪、金百倫、陳彥齊 | 提名 |        |
| 第3屆台灣影評人協會獎 | 2022年5月15日  | 最佳男演員   | 張震                   | 獲獎 |        |